# Olivia Harris
Olivia Jane Harris (26 de agosto de 1948 – 9 de abril de 2009) fue una antropóloga social británica cuyo trabajo estuvo centrado en el estudio de las tierras altas bolivianas. Sus escritos incluyen análisis de fertilidad, género, dinero, concepciones de trabajo y de tiempo, la relación entre leyes y costumbres, así como los Incas y colonización española de Bolivia en el presente

## Educación y vida tempranas
Olivia Jane Harris nació el 26 de agosto de 1948 y egresó de la universidad de St. Anne, Oxford. Se trasladó a la Escuela de Londres de Economía (LSE) para realizar su posgrado en el departamento de antropología. Como parte de sus estudios,  condujo un trabajo de campo etnográfico entre 1972 y 1974 entre comunidades hablantes de Aymara en Potosí, Bolivia.

## Carrera profesional
Harris trabajó la mayor parte de su carrera en la Goldsmiths University, donde cofundó el departamento de antropología en 1986. Dictó cátedra como docente invitada en la Universidad de Chicago y la Universidad de Oslo, antes de unirse al departamento de antropología LSE. Harris fue parte del directorio del departamento de antropología LSE en 2005. Ella también sirvió como vicepresidente de la Sociedad Antropológica Real y en 2008 del ejercicio de evaluación de la investigación.

## Obra y pensamiento

### Género
Basado en su estudio de agricultores rurales hablantes de Laymi en los Andes bolivianos, Harris cuestionó no sólo la asociación de lo femenino con la naturaleza como opuesta a lo masculino macho y cultura, pero también la dicotomía de lo doméstico y lo femenino por un lado vs. público y masculino en el otro. Según su trabajo, el Laymi vio ambos: masculino y femenino simbólicamente representado tanto en espacios domésticos como salvajes.

### Trabajo
Describiendo concepciones andinas de trabajo, Harris destacó el valor positivo que los Laymi adscribieron a él, la importancia del trabajo en grupo y la gran importancia del trabajo más allá de sus objetivos materiales o económicos. Así argumenta que la cuestión de qué motiva a las personas a trabajar es central para comprender la existencia humana , y que no puede ser entendido con conceptos de análisis económico neoclásicos.

## Vida personal
Harris nació como la cuarta hija de Julia Harris y Ronald Harris, entonces un funcionario sénior en la oficina de Gabinete. Pasó su niñez en Stoke D'Abernon, perdiendo su madre a causa del cáncer a la edad de siete años. Su padre volvería a casarse posteriormente.